# Heinrich Handschin

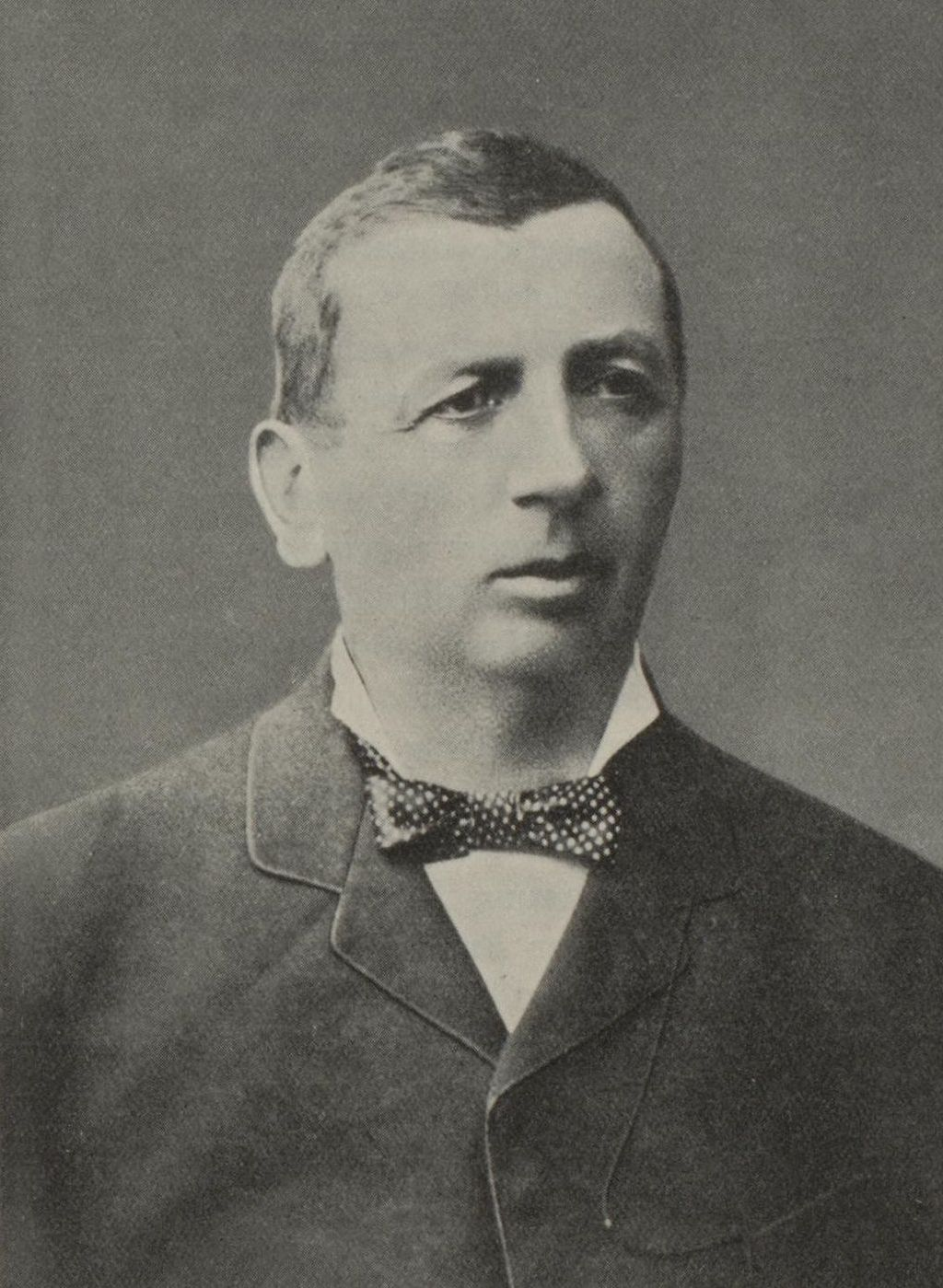
Heinrich Handschin

Heinrich Handschin (* 1. Februar 1830 in Rickenbach BL; † 16. Juni 1894 in Basel), auch «Moskauer Handschin» genannt, war ein Schweizer Unternehmer.

## Laufbahn

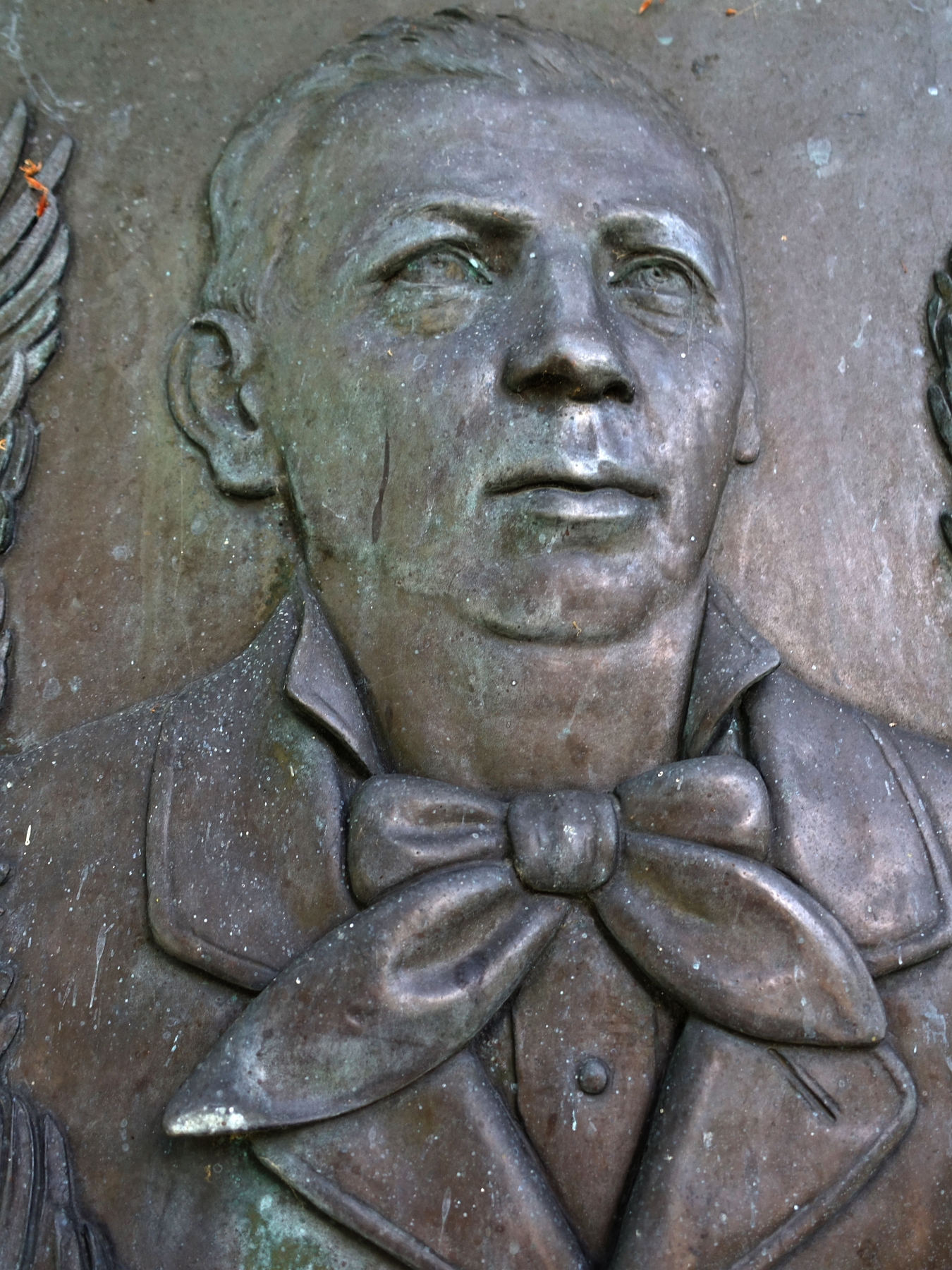
Porträt 1895 Heinrich Handschin. Von Joseph Wilhelm Hollubetz (1848–1910).

Heinrich Handschin, der mit bereits drei Jahren seinen Vater verlor, erlernte die Posamenterei bei verschiedenen Meistern im Oberbaselbiet und in einer Fabrik in Basel. Von 1854 bis 1856 lernte er in St. Etienne (Frankreich) das Weben von Samt und wanderte danach nach Russland aus, um in Moskau als Webermeister zu arbeiten.
Heinrich Handschin konnte vom Aargauer Industriellen Lerch eine alte Textilfabrik kaufen und gründete 1859 in Moskau eine Handweberei. Er vergrößerte seine Firma stetig und sie wuchs zu einem blühenden Industrieunternehmen. Über hundert mechanische Webstühle liefen in mehreren Fabrikgebäuden. Seine Webstühle bezog er ausnahmslos aus seiner Heimat. Die Firma Handschin & Wirz galt bis zum Ersten Weltkrieg als der grösste Bandfabrikant in Russland. 1882 zog er in die Schweiz zurück und übergab die Betriebsführung seinem Landsmann Jakob Wirz aus Gelterkinden. Bis zu seinem Tod lebte Heinrich Handschin danach in Basel. Sein Grabmal steht auf dem Friedhof Gelterkinden, südlich der reformierten Kirche. Das Porträt Relief wurde von Joseph Wilhelm Hollubetz (1848–1910) geschaffen.

## Die Stiftung
Der Junggeselle Heinrich Handschin setzte in seinem Testament den Kanton Basel-Landschaft zum Universalerben seines Vermögens ein. Daraus entstand die 1894 gegründete Handschin-Stiftung. Sie fördert vor allem die Ausbildung von Jugendlichen mit überdurchschnittlicher Begabung, welche in bescheidenen finanziellen Verhältnissen leben.